# Oksegnu
Oksegnuen (Connochaetes taurinus), også kaldet blå gnu, stribet gnu eller wildebeest, er et dyr i underfamilien koantiloper blandt de skedehornede pattedyr. Det er en stor antilope, der er nært beslægtet med den anden gnuart, hvidhalet gnu. Oksegnuen er planteæder og danner flokke, der bevæger sig omkring på græssletter, der grænser op til buskdækket savanne i det sydlige og østlige Afrika. Den er bytte for rovdyr og er derfor vagtsom og i stand til at løbe meget stærkt. Hvert år foretager nogle østafrikanske populationer større vandringer, der passer tidsmæssigt med den lokale nedbør og græsvækst. 

## Udseende
Det er en bredskuldret muskuløs antilope med et fremtrædende langt, robust snude. Oksegnuen har en mørk blågrå eller askegrå grundfarve med mørke tværstriber. Den har sort eller hvidt hage- og halsskæg og sort manke og hale. Begge køn besidder et par store, svungne horn. 
Hanner er større og mørkere end hunner. Hoved og krop måler typisk mellem 170 og 240 cm. Højden er i gennemsnit 115-145 cm. Mens hannen kan veje op til 290 kg, vejer hunnen sjældent mere end 260 kg. Oksegnuen kan i naturen blive op til 20 år gamle. I fangenskab er rekorden 24 år.

### Horn
Begge køn har et par lange horn, der er formet som parenteser. De er ved basis rettet mod siden for så at bøje opad og indad. Hos hannen kan hornene blive 83 cm lange, mens de hos hunnen er 30-40 cm lange. Selv om oksegnuen er en antilope besidder den visse okselignende træk. For eksempel minder hornene om dem man finder hos hunnen af afrikansk bøffel. Desuden giver oksegnuens kraftige bygning og uforholdsmæssigt kraftige forkrop den en okselignende fremtræden.

## Udbredelse
Oksegnuen er hjemmehørende i Angola, Botswana, Kenya, Mozambique, Sydafrika, Swaziland, Tanzania, Zambia og Zimbabwe. Den er i dag forsvundet fra Malawi, men er blevet genudsat med succes i Namibia. Den sydlige grænse for udbredelsesområdet er Oranjefloden, mens grænsen mod vest udgøres af Victoriasøen og Mount Kenya. Oksegnuen er vidt udbredt og findes i private vildtparker og vildtreservater. Af denne grund vurderer World Conservation Union (IUCN) oksegnuen som en ikke truet dyreart. 
Det totale antal oksegnuer vurderes til omkring 1.550.000. Bestandsstørrelsen er generelt stabil og antallet i Serengeti nationalpark (Tanzania) er øget til omkring 1.300.000. Bestandstætheden varierer fra 0,15/km2 i Hwange og Etosha nationalparker til 35/km2 i Ngorongoro og Serengeti nationalparker, hvor de er aller mest almindelige.
Oksegnuen inddeles i fem underarter.

## Levevis og adfærd
Oksegnuen er mest aktiv om morgenen og sent på eftermiddagen. I de varmeste timer af dagen hviler den sig. Disse meget adrætte og vagtsomme dyr kan løbe med en fart af op til 80 km/t, mens de vifter med halen og kaster med hovedet. En undersøgelse af oksegnuens aktivitetsniveau i Serengeti nationalpark viste at dyrene anvendte over halvdelen af deres tid til hvile, 33% til græsning, 12% til at bevæge sig omkring (mest gang) og en smule til sociale aktiviteter. Der var dog variationer mellem forskellige aldersgrupper og mellem de to køn.
Oksegnuen holder sig normalt tæt på dens artsfæller og bevæger sig omkring i løse grupper. Hanner danner ungkarlegrupper og disse kan skelnes fra grupper af unge dyr på den lavere grad af aktivitet og den større indbyrdes afstand. Omkring 90% af hankalvene tilslutter sig ungkarlegrupperne inden den følgende parringstid. Tyre bliver territoriale i en alder af fire eller fem år og bliver da meget støjende (mest markant hos underarten C. t. mearnsi fra det nordlige Tanzania og sydlige Kenya) og aktive. Tyrene tolererer at være tæt på hinanden, og en enkelt kvadratkilometer slette kan huse 270 tyre. De fleste territorier er midlertidige, idet mindre end halvdelen af hannerne opretholder permanente territorier. Generelt hviler oksegnuen om natten i grupper på nogle få individer til flere tusinde, med en indbyrdes mindsteafstand på 1-2 meter (kalve og deres mødre kan dog være i kontakt med hinanden).

### Føde
Oksegnuen er en planteæder, der især lever af korte græsser, der almindeligvis vokser på lette, basiske jorde på savanner og på sletter. Dyret søger føde både dag og nat, og den brede mund er tilpasset, så dyret kan æde store mængder kort græs. Når græsset er sparsomt, æder den bladene på træer og buske. Oksegnuen går ofte sammen med steppezebraen, idet den sidstnævnte æder det øvre, mindre næringsrige græs og derved blotlægger det lavere, grønne græs som oksegnuen foretrækker. Om muligt drikker oksegnuen to gange dagligt og grundet dens jævnlige behov for vand lever den normalt på fugtige græssletter med tilgængelige vandsteder. Trods dette kan den også overleve i den tørre Kalahari-ørken, hvor den får tilstrækkelig vand fra frugter og vandholdige rødder og knolde.

### Formering
Hannen bliver kønsmoden i en alder af cirka to år, mens hunnen bliver det allerede 16 måneder gammel, hvis den er tilstrækkelig velnæret. De fleste hunner yngler dog først et år senere. Parringstiden, der varer cirka tre uger, falder sammen med regntiden. Det betyder, at dyrene er i god forfatning, fordi de har kunnet æde den meget næringsrige nye græsvækst, og ofte bliver helt op til 95% af hunnerne drægtige. Parringstiden begynder normalt på en nat med fuldmåne, hvilket antyder at månen har indflydelse på yngletiden. På dette tidspunkt er produktionen af testosteron på sit højeste hos hannerne, hvilket betyder flere stemmeytringer og anden territorial adfærd. Adfærden hos disse seksuelt opstemte hanner får muligvis også hunnerne til at komme i brunst.
En enkelt kalv fødes normalt efter en drægtighedsperiode på cirka otte og en halv måned. Den fødes i midten af flokken og typisk midt på dagen. Dette tillader kalven at kunne nå at blive godt til bens, inden natten falder på og rovdyrene bliver mere aktive. Kalve vejer ved fødslen omkring 19 kg og kan normalt stå på deres ben inden for få minutter. For at undgå rovdyr, holder kalven sig tæt til moren i en lang periode. Kalven kan die moren næsten helt til næste kalv fødes året efter. Nogle kalve forlader moren efter otte måneder, hvorefter de tilslutter sig en flok, der består af andre unge dyr. I store flokke af hunner overlever 80% af ungerne den første måned, mens overlevelsesraten i mindre flokke kun er 50%.

## Naturlige fjender og andre trusler
Oksegnuen er bytte for løver, leoparder, hyæanehunde, hyæner og krokodiller. Rovdyr er den hyppigste dødsårsag. Den er også udsat for sygdomsudbrud, der kan lede til nedgang i bestanden. Menneskeskabte faktorer, der har indvirkning på bestanden, er bl.a. større afskovning, udtørring af vandsteder, nye bosættelser og krybskytteri. Sygdomme fra tamkvæg såsom sovesyge kan smitte dyrene og nedbringe bestanden. Opførelsen af hegn, der afskærer de traditionelle vandringsruter, har betydet massedød, når dyrene er blevet afskåret fra vand og områder med bedre græsningsmuligheder som de opsøger under  tørketiden.